# Rathstock

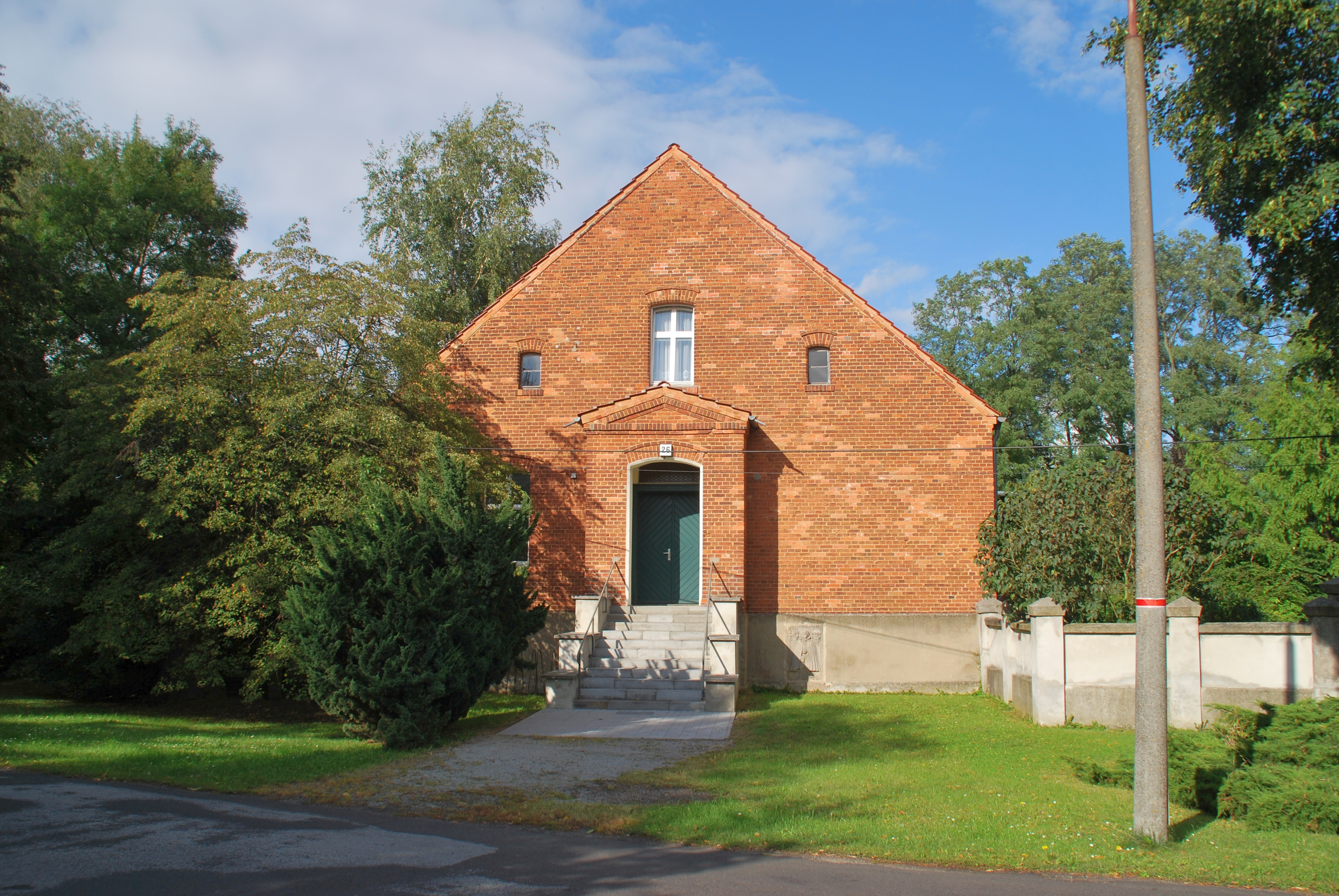
pastorie met grafsteen in de muur uit eind 16e eeuw

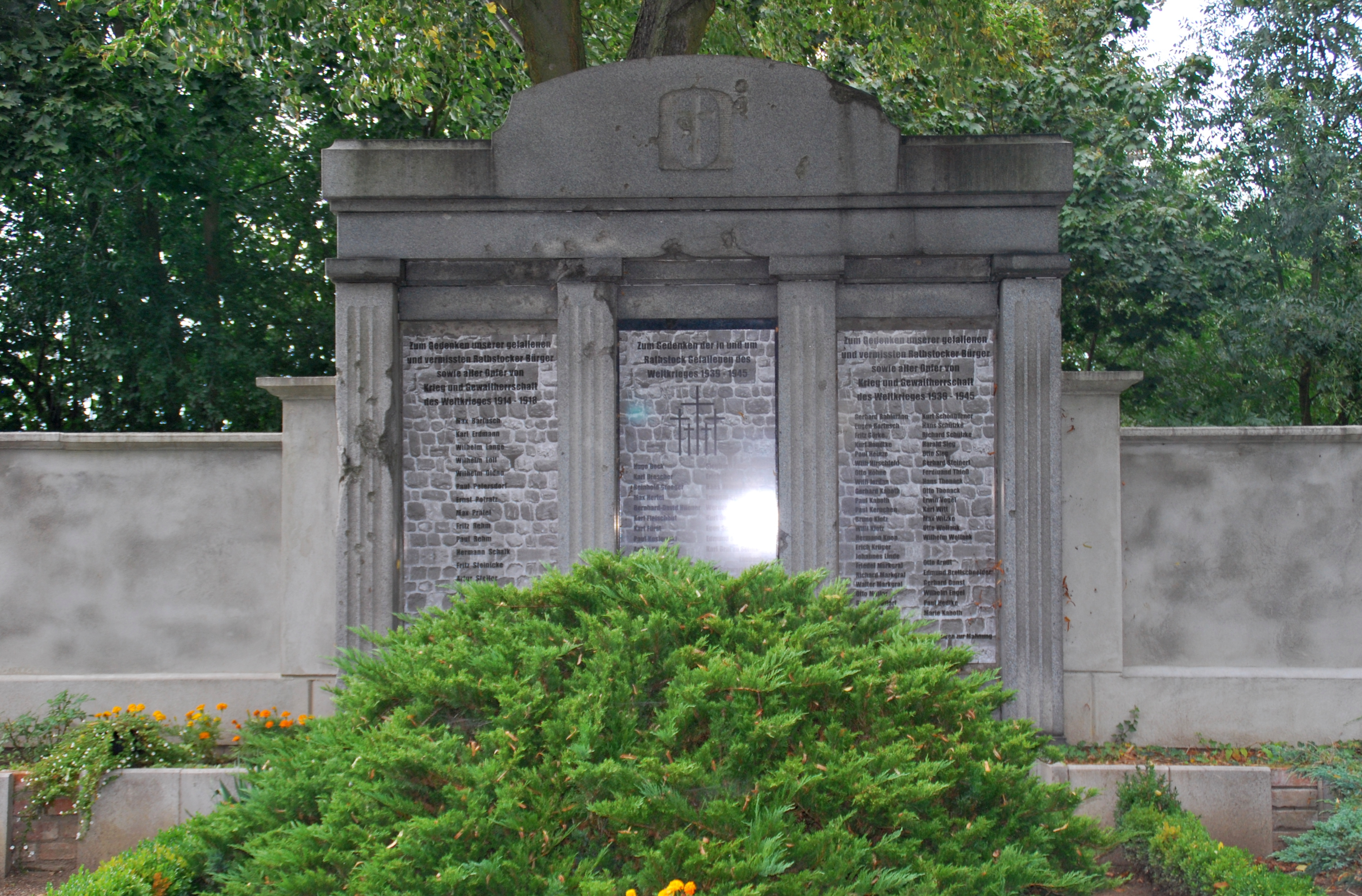
monument voor de gevallenen uit de wereldoorlogen

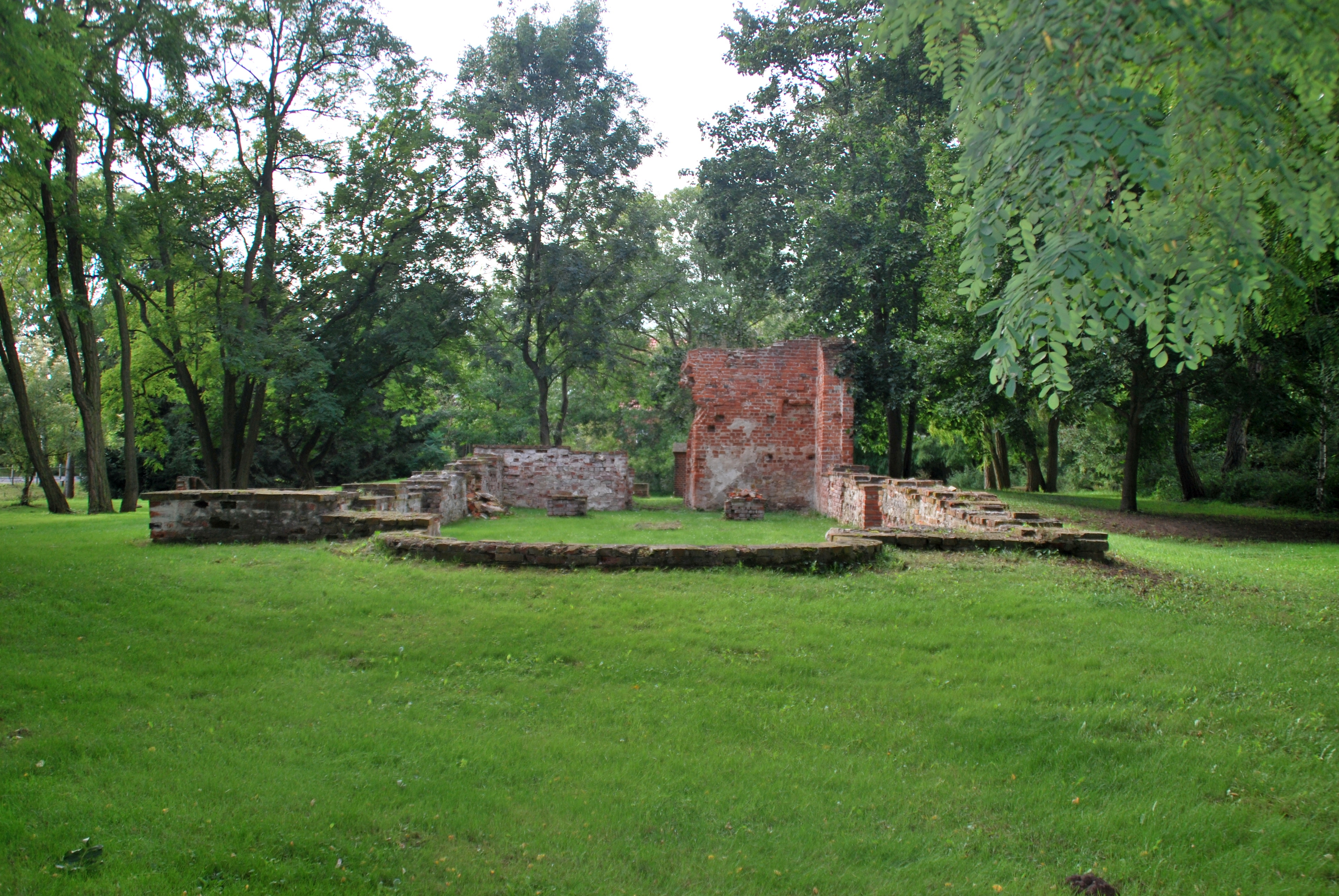
Ruïne van de kerk van Rathstock

Rathstock is een dorp in de gemeente Alt Tucheband in de Duitse deelstaat Brandenburg, en maakt deel uit van het Landkreis Märkisch-Oderland.
Rathstock telt 270 inwoners.

## Bevolking
| Jaar     | 1875 | 1890 | 1910 | 1925 | 1933 | 1946 | 1993 | 2000 | 2006 |
| -------- | ---- | ---- | ---- | ---- | ---- | ---- | ---- | ---- | ---- |
| Inwoners | 669  | 530  | 432  | 535  | 528  | 415  | 296  | 263  | 270  |

## Sport en recreatie
Door deze plaats loopt de Europese wandelroute E11. De E11 loopt van Den Haag naar het oosten, op dit moment de grens Polen/Litouwen. De route komt vanuit het westen vanaf Sachsendorf en vervolgt via de Oderbruch richting Reitwein.